# Cristina Branco
Cristina Branco (Almeirim, región de Ribatejo, 28 de diciembre de 1972) es una cantante portuguesa.

## Trayectoria
Branco se interesó al principio por el jazz y algunas formas de música portuguesa hasta que finalmente optó por el fado tras haberse introducido en la música de Amália Rodrigues gracias a su abuelo. Estudió los poemas de los cuales están tomadas las principales letras del fado. Actualmente continúa trabajando en su repertorio de fado, acompañada por Custódio Castelo a la guitarra y como compositor. Su música está profundamente enraizada en la tradición, aunque es esencialmente moderna. 

## Reconocimientos
En 2017 obtuvo el Premio al Mejor Disco de 2016 por la Sociedad Portuguesa de Autores por Menina.
En 2019 recibió el Premio de música portuguesa Carlos Paredes por su trayectoria artística.

## Discografía
- Cristina Branco in Holland (1997)
- Murmúrios (1998)
- Post Scriptum (1999)
- Cristina Branco canta Slauerhoff (2000)
- Corpo Iluminado (2001)
- O Descobridor (2002)
- Sensus (2003)
- Ulisses (2005)
- Live (2006)
- Abril (2007)
- Kronos (2009)
- Fado Tango (2011)
- Alegria (2013)
- Idealist (2014)
- Menina (2016)
- Branco (2018)
- Eva (2020)